# Sven Bergqvist
Sven Olof Lennart "Svenne Berka" Bergqvist, född 20 augusti 1914, död 16 december 1996, var en svensk bandymålvakt, fotbollsmålvakt och ishockeyback i Hammarby IF och AIK. Bergqvist, som var landslagsman i samtliga tre sporter och dessutom prövade på allsvenskt spel i ytterligare två idrotter, blev dubbel olympier OS-året 1936 då han deltog i både sommar- och vinter-OS.

## Idrottskarriären
Sven Bergqvist växte upp i ett arbetarhem på Södermalm i Stockholm. Det berättas om hur hans mor ibland brukade lämna sin son att leka i "sandlådan", det vill säga i höjdhoppsgropen nere vid Hammarby IP ("Kanalplan").[källa behövs] Han har själv beskrivit hur han då och då ryckte in som bollkalle och sprang efter de bollar som seglade utanför målet. Förutom Hammarby representerade Bergqvist även AIK, då landslaget krävde att samtliga spelare var allsvenska. Efter olympiska spelen 1936 återvände han till Hammarby, där han var starkt bidragande till att söderlaget vann division 2 tre år i följd. I 1939 års kval till allsvenskan skrällde laget då man besegrat IFK Norrköping första matchen på bortaplan, returmötet på Stockholms stadion gav insläppet entrébiljetten till 19,655 åskådare. Minst tjugo tusen utanför blev utan biljett vid köerna till Stadion. Semi-proffsen i Peking dominerade matchen. En storspelande Bergqvist höll nollan och Hammarby blev därmed klara för allsvenskan. Planen stormades efter matchen och hade för tiden det största firandet i svensk supporterkultur.
I fotboll och bandy var Bergqvist målvakt medan han i ishockey spelade back.

### Mångkunnig rekordidrottare
I 16-årsåldern debuterade han som bandymålvakt i Hammarby IF:s A-lag. Året därpå blev det debut i fotbollslaget samt i ishockeylaget. Bergqvist kom att vara ordinarie målvakt i Hammarby IF 1932–1946. I bandy blev det fyra allsvenska säsonger. Samtidigt gjorde han 13 allsvenska säsonger som back i ishockeylaget  och vann ett flertal SM-guld. 
Bergqvist representerade AIK:s ishockeylag en säsong och vann seriespelet men förlorade i SM-finalen mot Hammarby. 
  Han spelade även handboll och deltog i en allsvensk handbollsmatch då han representerade SoIK Hellas. Han spelade även allsvensk bowling med BK City och är därmed den enda svenska idrottaren som spelat på allsvensk nivå i fem idrotter.

### I landslag

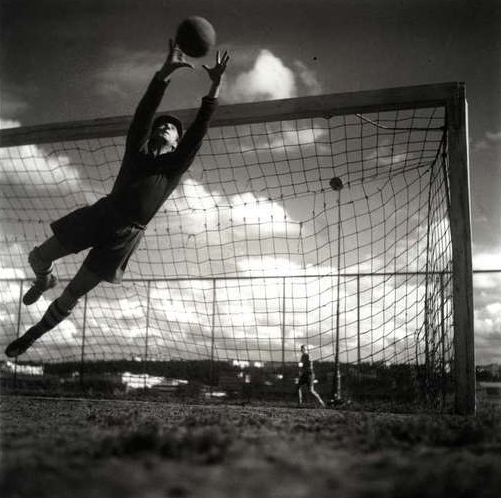
Bergqvist i augusti 1943. Foto av K.W. Gullers.

I 20-årsåldern fick Bergqvist sitt stora idrottsliga genombrott, när han succédebuterade som målvakt för svenska fotbollslandslaget. I sin andra landskamp var Bergqvist med när Sverige sensationellt besegrade Tyskland på Stockholms Stadion den 30 juni 1935. Efter detta blev han ordinarie landslagsmålvakt och gjorde sammanlagt 35 landskamper åren 1935-1943. I ishockey spelade han som back 55 landskamper, varav 30 officiella. Han är Stor grabb i både fotboll och ishockey (stor grabb nr 15).

### Dubbel olympier
Vid Olympiska spelen i Tyskland 1936 (Garmisch-Partenkirchen respektive Berlin), representerade han Sverige i både ishockey och fotboll.  Inför Berlin-OS blev han tillfrågad att spela för landslaget också i utomhushandboll, men såg sig tvungen att tacka nej. Bergqvist tackade också nej när han fick ett erbjudande att som förste svensk bli professionell fotbollsspelare. Den intresserade klubben var Racing Club de Paris. 

### Tränare och in i Hall of Fame
Bergqvist var senare spelande tränare för Hammarbys fotbollslag från 1944 till 1946. Efter det tog han steget över till ishockeyn och blev förbundstränare bland annat vid OS 1948. 
Han blev år 1999 invald i Internationella Ishockeyförbundets Hall of Fame och 2012 blev han invald i svenska ishockeyns Hockey Hall of Fame.

## Efter karriären

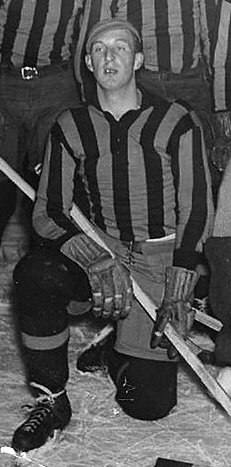
Bergqvist i hockeymundering i Hammarby

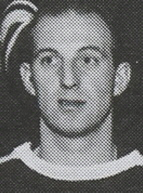
Bergqvist på något äldre dar

Efter avslutad karriär råkade Bergqvist ut för en svår bilolycka den 3 december 1955 längs Nynäsvägen strax utanför Johanneshovs IP och blev rullstolsburen. Han blev uttagen till handikapp-OS 1960 för att representera Sverige i bågskytte, men fick avstå av ekonomiska skäl, då han var tvungen att själv betala resekostnaden.[källa behövs]
Bergqvist övertalade en ung Ronnie Hellström i januari 1969 att fortsätta spela för Hammarby i division 2, istället för AIK i allsvenskan. 

## I populärkulturen
Bergqvist finns med i refrängen till Vårat gängs signaturmelodi: . . "Svenne Berka bäst på plan' '" . ..

## Meriter

### Fotboll

#### I landslag
Sverige
- Uttagen till OS (1): 1936
- 35 landskamper (1935-43)

#### Individuellt
- Mottagare av Stora grabbars märke, 1936

### Ishockey

#### I landslag
Sverige
- Uttagen till OS (1): 1936 (5:a)
- VM-femma (2): 1935, 1938
- EM-brons (1): 1936
- 41 landskamper (samt ytterligare 14 inofficiella), 5 mål

#### I klubblag
Hammarby IF
- Svensk mästare (5): 1933, 1937, 1942, 1943, 1945

#### Individuellt
- Mottagare av Stora grabbars märke
- Av Sveriges ledande sportjournalister utsedd till[15]
  - Sveriges bäste högerback genom tiderna vid omröstning 1946
  - Sveriges bäste högerback under 1940-talet vid omröstning 1950
  - Sveriges bäste högerback genom tiderna vid omröstning 1956

### Bandy

#### I landslag
Sverige
- 1 landskamp (målvaktsreserv)

### Webbsidor
- Hockeylegends, hockeylegends.se
- IIHF Hockey Hall of Fame bio
- Sven Bergqvist – spelarprofil och statistik på European Hockey.Net
- Svensk ishockeys Hockey Hall of Fame
- Profil på sports-reference.com